# Dieta Boemiei

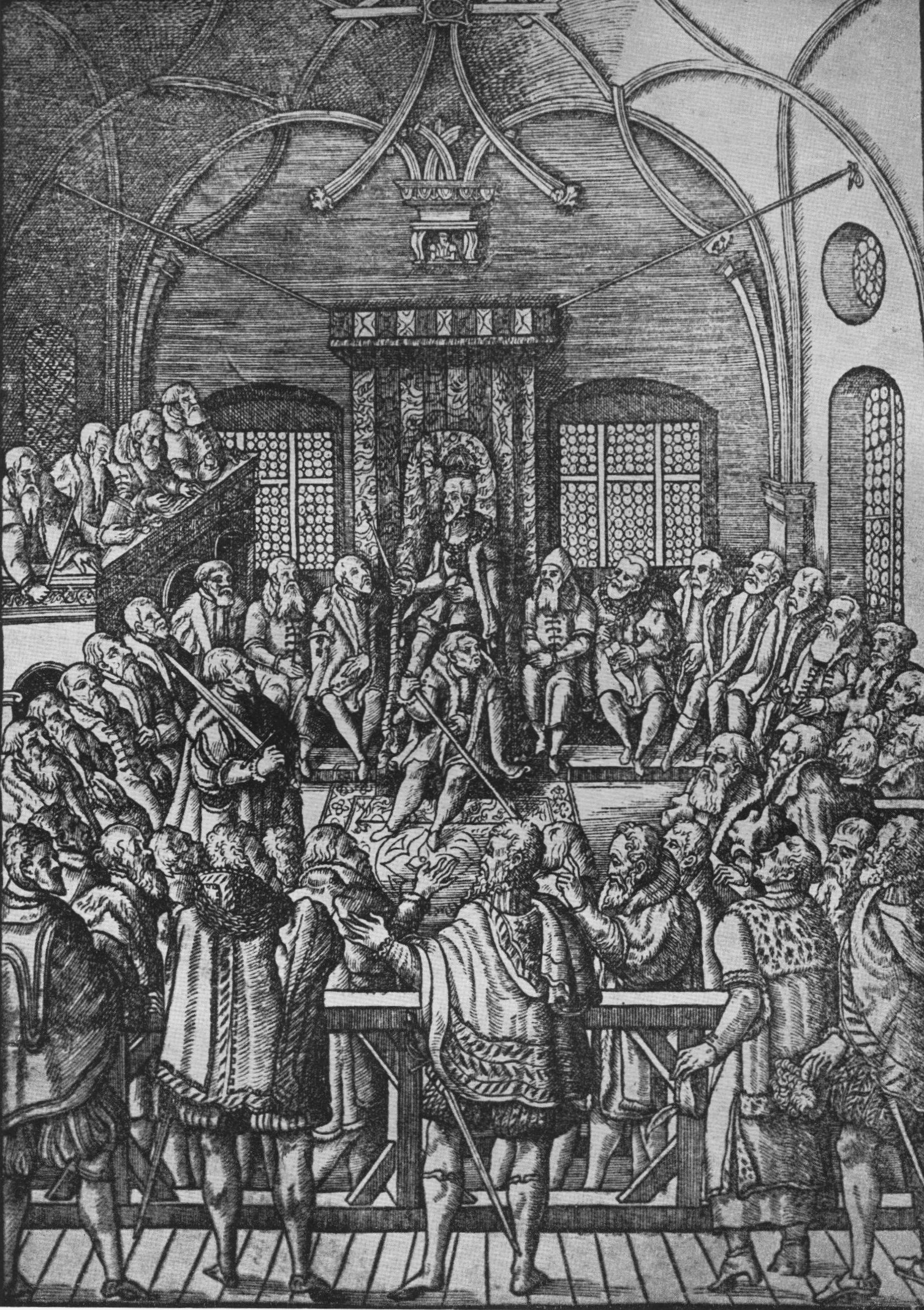
Întrunire a Dietei Boemiei în 1564 sub Maximilian al II-lea

Dieta Boemiei, oficial numită Dieta Regatului Boemiei (în cehă Sněm království Českého, sau Český zemský sněm) din Praga, a fost vreme de mai multe secole, până în 1913, dieta care întrunea reprezentanții puterii politice din Regatul Boemiei.